# Dinastija Zagaj
Dinastija Zagaj vladala je Etiopijom od 1137. do 1270., kad je Jekuno Amlak pobijedio i ubio posljednjeg kralja Dinastije Zagaj u bitci.
Za ime se drži da potječe iz fraze na jeziku geez Ze-Agaj koja znači od Agaja pri tom se misli na narod Agaw. Najpoznatiji vladar ove kraljevske kuće bio je Gebre Meskel – Lalibela, poznat po izgradnji brojnih uklesanih kamenih crkava u Lalibeli.
Po Davidu Buxtonu, teritorij koji su kontrolirali vladari Dinastije Zagaj, vjerojatno je uključivao dobar dio Etiopski visoravni; današnju Eritreju, cijeli Tigraj potom južne pokrajine Vag, Lasta i Damot (Volo) i zapadne teritorije oko Jezera Tana (Bedžemder).
Za razliku od prakse poznijih etiopskih vladara, izgleda da je vladarska titula prelazila na najstarijeg brata, a ne na sina ( to je mišljenje suvremenog istraživača etiopske povijesti Tadese Tamrata). To je bilo u skladu s običajima naroda Agaw o nasljeđivanju.

## Povijest
Negdje oko 960., judejska kraljica Gudit uništila je i posljednje ostatke nekoć moćnog Kraljevstva Aksum, i tako uzrokovala pomicanje etiopske svjetovne moći na jug, na Etiopsku visoravan. 
Ona je izgleda vladala oko 40 godina, te potom prenijela vlast na svoje nasljednike. Prema drugoj etiopskoj legendi, posljednji vladar njezine dinastije bio je svrgnut od strane Mara Takla Hajmanota 1137. On se oženio s kćerkom posljednjeg kralja Kraljevstva Aksum - Dil Na'od na taj način je Etiopija dospjela pod vlast Dinastije Zagaj i pleme Agaw.
Razdoblje vladavine dinastije Zagaj je još i danas još obavijeno velom tajnovitosti, čak se ne zna pouzdano ni broj njihovih vladara. Neki izvori (poput Pariške kronike, i spisa Bruce, 88, 91, 93) govore o jedanaest kraljeva koji su vladali 354 godina. Drugi pak izvori, poput portugalskih misionara iz 16 stoljeća; Pedro Páeza i Manuela de Almeide tvrde da su u Aksumu vidjeli liste u kojima se navode imena samo pet vladara koji su vladali 143 godina. S treće strane moderni istraživači etiopske povijesti poput Paul B. Henzea tvrde da postoji jedna lista s imenima 16 vladara.
Isto tako velom tajne obavijen je dolazak Salomonske dinastije s kraljem Jekuno Amlakom na vlast, kao i ime posljednjeg vladara Dinastije Zagaj. Naime ime posljednjeg kralja Dinastije Zagaj ostalo je izgubljeno, u etiopskoj usmenoj predaji spominje se kao Za-Imaknun (ali je jasno da se radi o pseudonim u koji znači nepoznat, skriveni).
Suvremeni istraživač etiopske povijesti Tadese Tamrat, drži da je posljednji vladar Dinastije Zagvaj bio Jetbarak.

## Vanjske poveznice
- Ethiopian History (engl.)